# Gunhild Hoffmeister
Gunhild Hoffmeister (Forst (Lusàcia), República Democràtica Alemanya, 6 de juliol de 1944) és una atleta alemanya, ja retirada, guanyadora de tres medalles olímpiques.
Especialista en curses de mitjana distància, va participar en els Jocs Olímpics d'Estiu de 1972 realitzats a Múnic (Alemanya Occidental), on va guanyar la medalla de plata en la prova dels 1.500 metres i la medalla de bronze en els 800 metres. En els Jocs Olímpics d'Estiu de 1976 realitzats a Mont-real (Canadà) únicament participà en la prova dels 1.500 metres, on aconseguí revalidar la medalla de plata.
En el seu palmarès també destaquen tres medalles en el Campionat d'Europa d'atletisme, una d'or i dues de plata, i dues medalles més en el Campionat d'Europa d'atletisme en pista coberta, una d'or i una de bronze.
Entre 1971 i 1976 va ser membre del Parlament de L'Alemanya de l'Est. Fins a la reunificació alemanya de 1990 va ser membre de la junta de la Federació Esportiva d'Alemanya de l'Est.

## Millors marques
- 800 metres. 1' 58.61" (1976)
- 1.500 metres. 4' 01.4" (1976)[1][2][3]